# Hermann Weiss
Pour les articles homonymes, voir Weiss.
Hermann « Harry » Weiß (né le 17 mars 1909 à Vienne, date de décès inconnue) est un joueur professionnel autrichien de hockey sur glace.

## Carrière
Weiss fait toute sa carrière au Vienne EV avec qui il est champion d'Autriche en 1924, 1925, 1926, 1927, 1928, 1929, 1930, 1931, 1933, 1937. Il participe à la première Coupe d'Europe des clubs en 1936 où le Vienne EV est finaliste.
Avec l'équipe d'Autriche, il participe aux Jeux olympiques de 1928 à Saint-Moritz et aux Jeux olympiques de 1936 à Garmisch-Partenkirchen. Il est présent également aux championnats du monde 1930, 1931, 1933, 1935. Il est au championnat d'Europe en 1926 puis est champion l'année suivante en Autriche.
D'origine juive, il fuit le national-socialisme début 1939 à Londres.